# Вйонзовна
Вйонзовна (пол. Wiązowna) — село в Польщі, у гміні Вйонзовна Отвоцького повіту Мазовецького воєводства.
Населення — 2163 особи (2011).
У 1975-1998 роках село належало до Варшавського воєводства.

## Демографія
Демографічна структура станом на 31 березня 2011 року:
|          | Загалом | Допрацездатний вік | Працездатний вік | Постпрацездатний вік |
| -------- | ------- | ------------------ | ---------------- | -------------------- |
| Чоловіки | 1056    | 250                | 725              | 81                   |
| Жінки    | 1107    | 237                | 693              | 177                  |
| Разом    | 2163    | 487                | 1418             | 258                  |